# Stringtown
Stringtown é uma cidade  localizada no estado norte-americano de Oklahoma, no Condado de Atoka.

## Demografia
Segundo o censo norte-americano de 2000, a sua população era de 396 habitantes.
Em 2006, foi estimada uma população de 411, um aumento de 15 (3.8%).

## Geografia
De acordo com o United States Census Bureau tem uma área de
12,3 km², dos quais 12,3 km² cobertos por terra e 0,0 km² cobertos por água.

## Localidades na vizinhança
O diagrama seguinte representa as localidades num raio de 20 km ao redor de Stringtown.